# Оппенгеймер (фильм)
«О́ппенгеймер» (англ. Oppenheimer) — эпический биографический триллер 2023 года американского режиссёра и сценариста Кристофера Нолана, основанный на документальной книге Кая Бёрда и Мартина Шервина «Оппенгеймер. Триумф и трагедия Американского Прометея» (2004) и рассказывающий о жизни физика Роберта Оппенгеймера (в том числе о создании им первой атомной бомбы). Был снят компаниями Syncopy Films и Atlas Entertainment, дистрибьютором стала киностудия Universal Pictures. Главную роль сыграл Киллиан Мерфи, в ролях второго плана в фильме появляются Эмили Блант, Мэтт Деймон, Роберт Дауни-младший, Флоренс Пью, Джош Хартнетт, Кеннет Брана, Рами Малек, Кейси Аффлек и другие актёры.
«Оппенгеймер» — первый фильм Нолана после «Мементо» (2000), снятый не под эгидой Warner Bros. Pictures. Причиной тому стало несогласие Нолана с политикой компании по одновременному релизу фильмов на стриминговых сервисах и в кинотеатрах. Съёмки проходили с февраля по май 2022 года, оператор Хойте Ван Хойтема использовал 70-мм плёнку IMAX, многие сцены снимались в чёрно-белом формате. Как и в ряде предыдущих проектов, Нолан использовал в основном практические эффекты с минимальным количеством комбинированной съёмки. Музыку к картине написал шведский композитор Людвиг Йоранссон.
Премьера состоялась 11 июля 2023 года в парижском кинотеатре «Гран-Рекс». В том же месяце картина вышла в театральный прокат. Параллельный релиз «Оппенгеймера» и ленты Греты Гервиг «Барби» привёл к появлению культурного феномена «Барбенгеймер», который побудил зрителей идти на оба фильма. «Оппенгеймер» получил преимущественно высокие оценки от критиков и зрителей. Он стал самым кассовым биографическим фильмом всех времён, самым кассовым из фильмов, посвящённых Второй мировой войне и третьим из самых кассовых фильмов с рейтингом «R». Картина получила множество наград, включая 13 номинаций на «Оскар» с семью победами, премии «Выбор критиков» в восьми категориях и «Золотой глобус» в пяти. Отдельное внимание рецензентов привлекла тема исторической достоверности картины.

## Сюжет
Действие фильма разворачивается в разных эпохах. Одна сюжетная линия показывает биографию американского физика Роберта Оппенгеймера, начиная со студенческих лет, во второй главный герой и другие персонажи пересказывают эту биографию на слушаниях комиссии о безопасности, где обсуждаются также причины утечек данных о ядерных испытаниях и возможные связи Оппенгеймера с СССР. В третьей линии Льюис Штраусс во время слушаний в Сенате при утверждении его на должность министра сталкивается с вопросами об участии в слушаниях по делу Оппенгеймера.
В 1926 году 22-летний аспирант Роберт Оппенгеймер изучает экспериментальную квантовую физику в Кембриджском университете. По совету Нильса Бора он отправляется для изучения теоретической физики в Гёттингенский университет, где заводит дружбу с ещё одним приехавшим из США учёным — Исидором Айзеком Раби. Оппенгеймер защищает докторскую диссертацию, отказывается от предложения немецкого физика-теоретика Вернера Гейзенберга остаться в Европе и возвращается на родину. Он становится преподавателем в Калифорнийском университете в Беркли и Калифорнийском технологическом институте. Там Оппенгеймер встречает Кэтрин «Китти» Пюнинг и женится на ней, в то же время начинает роман с Джин Тэтлок, которая в 1944 году умирает при невыясненных обстоятельствах. Кэтрин, Джин и младший брат Роберта Фрэнк связаны с Коммунистической партией США и профсоюзным движением.
В 1938 году становится известно, что немецким учёным удалось расщепить атом, тем самым открыв деление ядра. Оппенгеймер понимает, что это можно использовать для создания оружия массового поражения. В 1942 году, во время Второй мировой войны, Оппенгеймера назначают директором лаборатории в Лос-Аламосе в рамках Манхэттенского проекта по разработке атомной бомбы. Боясь, что учёные нацистской Германии создадут бомбу раньше, он собирает команду из лучших учёных, включая Айзека Раби, Ханса Бете и Эдварда Теллера. Оппенгеймер сотрудничает с Энрико Ферми, Лео Силардом и Дэвидом Л. Хиллом, физиками Чикагского университета.
Теллер выдвигает гипотезу о том, что ядерный взрыв может начать неконтролируемую цепную реакцию, которая в итоге воспламенит атмосферу и уничтожит мир. Оппенгеймер обращается с этим к Альберту Эйнштейну, тот рекомендует перепроверить расчёты, а в случае необходимости остановить проект и рассказать обо всём нацистам, чтобы они закрыли свою программу. В итоге учёные решают, что вероятность воспламенения атмосферы равна нулю. Позже Теллер предлагает использовать дейтерий вместо урана и плутония, чтобы увеличить мощность взрыва, тем самым предвосхищая идею водородной бомбы, но эту инициативу отклоняют. Теллер решает уехать из Лос-Аламоса из-за непринятия его идей, Оппенгеймер уговаривает его остаться.
После капитуляции Германии в 1945 году некоторые учёные ставят под сомнение актуальность атомной бомбы. Однако Оппенгеймер считает, что это оружие положит конец продолжающейся войне на Тихом океане. Испытание «Тринити» проходит успешно, президент Трумэн приказывает сбросить атомные бомбы на Хиросиму и Нагасаки, что приводит к капитуляции Японии. Оппенгеймер принимает похвалы и награды, но его мучают угрызения совести из-за гибели сотен тысяч людей и страхи перед будущим. Он встречается с Трумэном в Овальном кабинете и предлагает завершить работу над ядерным оружием, так как война окончена. Президент его не понимает и берёт ответственность за ядерные удары на себя. Выпроводив Оппенгеймера из кабинета, Трумэн приказывает помощникам больше не пускать «этого плаксу». В 1947 году Оппенгеймер снова встречается с Эйнштейном, тот объясняет, что теперь ему придётся столкнуться с последствиями своего открытия.
В 1954 году, в эпоху маккартизма, разворачиваются слушания по делу Оппенгеймера о безопасности. Формально это лишь заседания Комиссии по атомной энергии, где решается вопрос сохранения за учёным допуска к государственной тайне. Они превращаются в судилище с заранее определённым исходом: Оппенгеймер годами возражал против создания водородной бомбы и наращивания ядерных арсеналов, призывал к переговорам с СССР. Его обвиняют в симпатиях к коммунистам, он теряет работу и становится изгоем. За этими слушаниями стоит невзлюбивший Оппенгеймера председатель Комиссии Льюис Штраусс. Он дистанцируется от процесса, уверяя Оппенгеймера в своей дружбе и уважении, но в 1959 году на слушаниях комитета Сената, где Штраусса должны утвердить на пост министра торговли, физик Дэвид Хилл публично обвиняет его в организации гонений. В итоге Штраусс не получает должность.
В 1963 году президент США Линдон Джонсон вручает Оппенгеймеру премию Энрико Ферми в знак политической реабилитации. В финале действие возвращается в 1947 год, к разговору Оппенгеймера с Эйнштейном. Первый напоминает второму о предыдущей встрече, на которой обсуждалась вероятность гибели мира из-за ядерного взрыва, и мрачно заявляет: «Я думаю, что это и случилось».

## В ролях
| Актёр                | Роль                  |
| -------------------- | --------------------- |
| Киллиан Мёрфи        | Роберт Оппенгеймер    |
| Эмили Блант          | Кэтрин Оппенгеймер    |
| Мэтт Деймон          | Лесли Гровс           |
| Роберт Дауни-младший | Льюис Штраусс         |
| Флоренс Пью          | Джин Тэтлок           |
| Джош Хартнетт        | Эрнест Лоуренс        |
| Дэвид Крамхолц       | Исидор Айзек Раби     |
| Бен Сафди            | Эдвард Теллер         |
| Том Конти            | Альберт Эйнштейн      |
| Кеннет Брана         | Нильс Бор             |
| Дэйн Дехаан          | Кеннет Николс         |
| Джейсон Кларк        | Роджер Робб           |
| Тони Голдуин         | Гордон Грей           |
| Мэйкон Блэр          | Ллойд Гаррисон        |
| Кейси Аффлек         | Борис Паш             |
| Дэвид Дастмалчян     | Уильям Л. Борден      |
| Джефферсон Холл      | Хокон Шевалье         |
| Брит Кайл            | Барбара Шевалье       |
| Дилан Арнольд        | Фрэнк Оппенгеймер     |
| Эмма Дюмон           | Джекки Оппенгеймер    |
| Гэри Олдмен          | Гарри Трумэн          |
| Мате Хауман          | Лео Силард            |
| Рами Малек           | Дэвид Хилл            |
| Маттиас Швайгхёфер   | Вернер Гейзенберг     |
| Джеймс Д’Арси        | Патрик Блэкетт        |
| Мэттью Модайн        | Вэнивар Буш           |
| Том Дженкинс         | Ричард Толмен         |
| Луиза Ломбард        | Рут Толмен            |
| Кристофер Дэнем      | Клаус Фукс            |
| Олден Эренрайк       | помощник Штраусса     |
| Скотт Граймс         | советник Штраусса     |
| Олли Хааскиви        | Эдвард Улер Кондон    |
| Дэвид Рисдаль        | Дональд Хорниг        |
| Оливия Тирлби        | Лилли Хорниг          |
| Джош Пек             | Кеннет Бейнбридж      |
| Джек Куэйд           | Ричард Фейнман        |
| Джош Цукерман        | Росси Ломаниц         |
| Густаф Скарсгард     | Ханс Бете             |
| Джеймс Урбаняк       | Курт Гёдель           |
| Тронд Фёуса          | Георгий Кистяковский  |
| Харрисон Гилбертсон  | Филип Моррисон        |
| Майкл Ангарано       | Роберт Сербер         |
| Гай Бернет           | Джордж Элтентон       |
| Алекс Вулфф          | Луис Альварес         |
| Девон Бостик         | Сет Неддермайер       |
| Джеймс Ремар         | Генри Стимсон         |
| Уилл Робертс         | Джордж Маршалл        |
| Пэт Скиппер          | Джеймс Бирнс          |
| Стив Коултер         | Джеймс Конант         |
| Хэп Лоуренс          | Линдон Джонсон        |
| Трой Бронсон         | Джозеф Кеннеди        |
| Грегори Джбара       | председатель Магнусон |
| Гарри Гронер         | сенатор МакГи         |
| Тед Кинг             | сенатор Бартлетт      |
| Тим ДиКей            | сенатор Пасторе       |
| Стивен Гоуска        | сенатор Скотт         |

## Производство

### Разработка

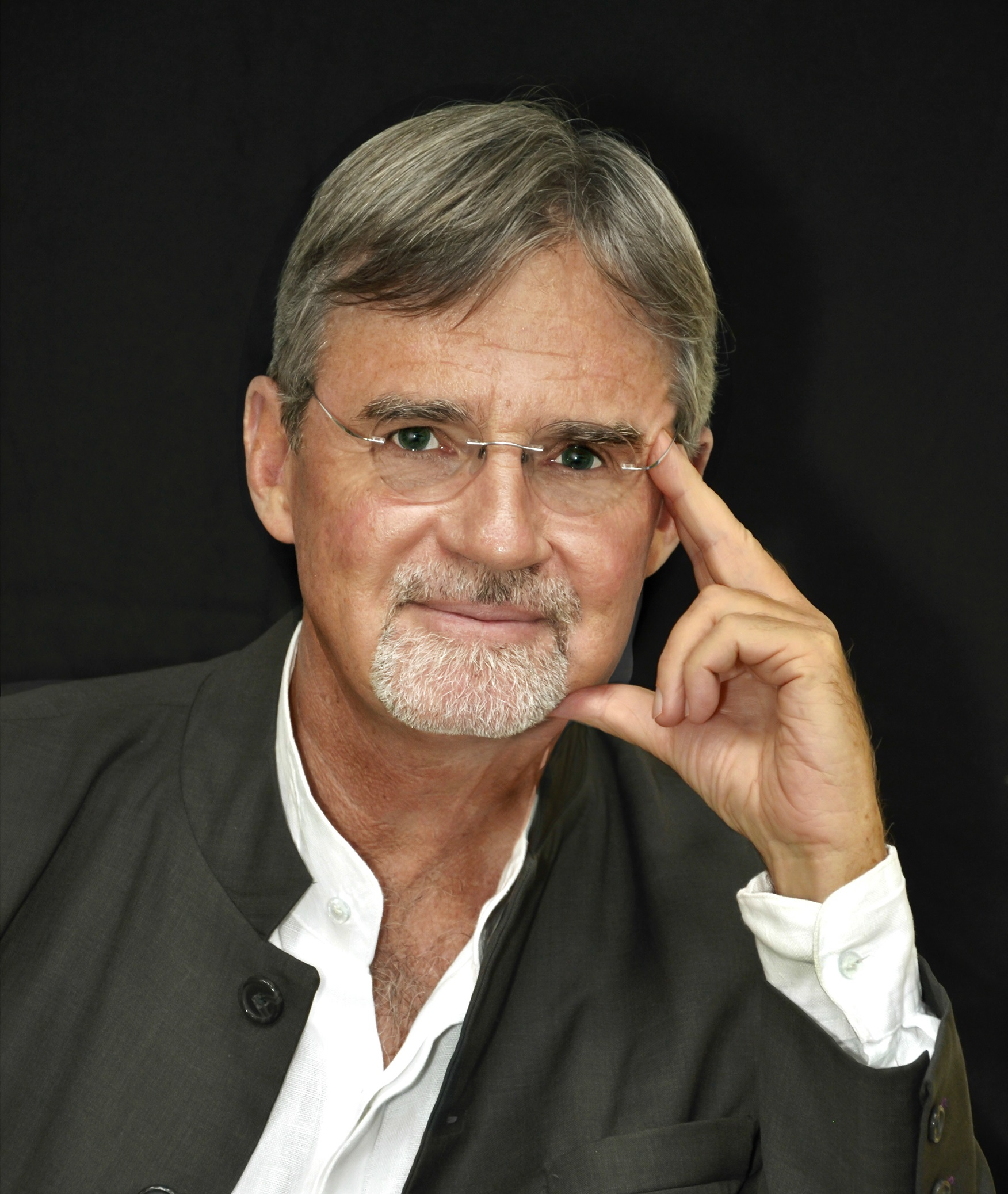
Бёрд, Кай, соавтор книги «Оппенгеймер. Триумф и трагедия Американского Прометея» (2005)

Документальная книга Кая Бёрда и Мартина Шервина «Оппенгеймер. Триумф и трагедия Американского Прометея» о жизни американского физика-теоретика Роберта Оппенгеймера была опубликована в 2005 году. Впоследствии многие режиссёры, в том числе Сэм Мендес, планировали её экранизировать. Уже после выхода «Оппенгеймера» Оливер Стоун признался, что отказался от работы над проектом, так как не смог разработать достойный сюжет. С 2015 года права на экранизацию принадлежали нью-йоркскому бизнесмену Дж. Дэвиду Варго. Рассматривались различные сценарии, но ни один из них так и не был утверждён. В итоге старый друг Варго, актёр Джеймс Вудс, помог ему встретиться с Чарльзом Ровеном — продюсером многих проектов Кристофера Нолана. Последний взялся за экранизацию, а Варго и Вудс стали исполнительными продюсерами фильма. Официально о начале работы над картиной объявили в сентябре 2021 года.
С 2002 года все фильмы Кристофера Нолана выходили под эгидой киностудии Warner Bros. Pictures. Однако в декабре 2020 года студия объявила о новой стратегии: из-за негативного влияния пандемии COVID-19 на киноиндустрию фильмы студии будут одновременно выходить и в кинотеатрах, и на стриминговом сервисе HBO Max. Нолан, всегда выступавший за традиционный кинопрокат, не поддержал это решение и покинул Warner Bros., начав поиски новой студии для своего следующего проекта. В качестве партнёров рассматривались Apple, Paramount, Sony и Universal Pictures, но Paramount была исключена ещё на раннем этапе из-за смены генерального директора Джима Янопулоса на Брайана Роббинса, который делал ставку на стриминговые релизы. В итоге Нолан выбрал Universal Pictures. Ранее он уже сотрудничал с председателем NBCUniversal Донной Лэнгли во время работы над нереализованной экранизацией британского сериала «Заключённый». Лэнгли поддержала мнение Нолана о театральном релизе, Universal согласилась финансировать и распространять фильм. Съёмки планировалось начать в первом квартале 2022 года. Студия гарантировала Нолану полный творческий контроль, производственный бюджет в 100 млн долларов, такой же бюджет на рекламу, эксклюзивный прокат в кинотеатрах на 90—120 дней, 20 % от первых кассовых сборов картины и трёхнедельный период до и после премьеры, в течение которого компания не будет выпускать другие новые фильмы.

### Создание сценария

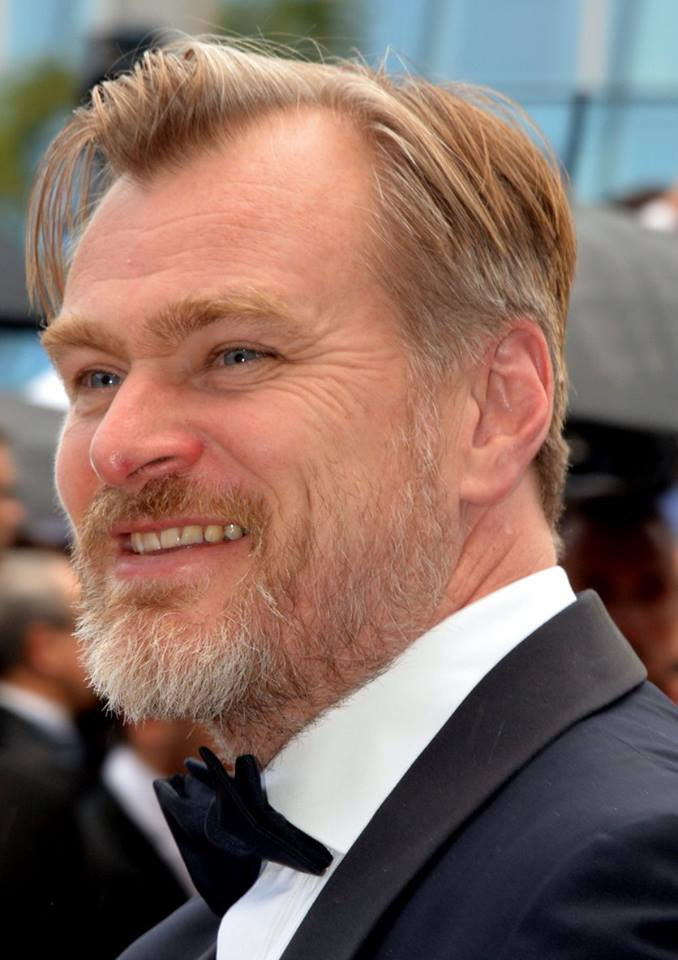
Сэр Кристофер Нолан, режиссёр и сценарист фильма

Нолан, по его словам, впервые он узнал об Оппенгеймере ещё в юности из песни Стинга Russians, где была строка: «Как мне спасти своего маленького мальчика от смертельной игрушки Оппенгеймера». В те годы в обществе царила ощутимая тревога перед возможной ядерной катастрофой. Вторжение России в Украину усилило эту тревогу, придав фильму, по словам режиссёра, «мрачную актуальность», которую он не мог предвидеть. Над созданием картины об Оппенгеймере Нолан думал более 20 лет, работу над сценарием он начал сразу после выхода фильма «Довод» (2020), потратив на это несколько месяцев. В одном из интервью режиссёр рассказал, что в подготовке байопика ему помог опыт работы над фильмом о Говарде Хьюзе, так и не вышедшим на экраны.
Согласно замыслу режиссёра, смена цвета изображения в некоторых сценах помогает показать, как воспринимаются показанные в фильме события. Чёрно-белые сцены отражают субъективное восприятие событий персонажами, тогда как цветные показывают объективную реальность со стороны. При этом большая часть фильма выполнена в чёрно-белой гамме, поскольку представляет собой взгляд других персонажей на историю Оппенгеймера. Для реализации этого замысла компания Eastman Kodak специально разработала первую в истории чёрно-белую киноплёнку в формате IMAX. Чтобы передать внутренний мир главного героя, съёмочная группа включила в фильм его видения квантовых явлений и энергетических волн, которые в конечном итоге материализуются в испытании «Тринити».
Особое внимание Нолан уделил влиянию на жизнь Оппенгеймера Джин Тэтлок — возлюбленной учёного и убеждённой коммунистки, в чьей гибели Роберт винил себя. Важной составляющей сюжета стали взаимоотношения между Оппенгеймером и контр-адмиралом Льюисом Штрауссом, председателем Комиссии по атомной энергии США (сцены, снятые с точки зрения Оппенгеймера, в фильме цветные, снятые с точки зрения Штраусса — чёрно-белые). По словам режиссёра, источником вдохновения в этом случае стали отношения между Моцартом и Сальери, показанные в фильме «Амадей» (1984). Особую роль в фильме играет встреча Оппенгеймера с президентом США Гарри Трумэном, который впоследствии назвал его «плаксой»: Нолан считал её моментом «огромного разочарования» главного героя, поворотным пунктом в оценке им последствий своей деятельности. Режиссёр намеренно сделал финал открытым для интерпретаций и воздержался от чётких социальных комментариев. Кульминацией концовки стал диалог между Оппенгеймером и Альбертом Эйнштейном в 1947 году. Нолан назвал этот разговор «секретной эмоциональной точкой опоры» — моментом, когда герой, одержимый чувством вины, окончательно осознаёт, что разрушил собственную жизнь и создал оружие, способное уничтожить мир.

### Подбор актёров
| Основной актёрский состав | Основной актёрский состав | Основной актёрский состав | Основной актёрский состав | Основной актёрский состав | Основной актёрский состав | Основной актёрский состав | Основной актёрский состав | Основной актёрский состав | Основной актёрский состав | Основной актёрский состав |
| ------------------------- | ------------------------- | ------------------------- | ------------------------- | ------------------------- | ------------------------- | ------------------------- | ------------------------- | ------------------------- | ------------------------- | ------------------------- |
|                           |                           |                           |                           |                           |                           |                           |                           |                           |                           |                           |
| Киллиан Мёрфи             | Эмили Блант               | Мэтт Деймон               | Роберт Дауни-младший      | Флоренс Пью               | Джош Хартнетт             | Кейси Аффлек              | Том Конти                 | Кеннет Брана              | Гэри Олдмен               | Рами Малек                |
| Роберт Оппенгеймер        | Кэтрин Оппенгеймер        | Лесли Гровс               | Льюис Штраусс             | Джин Тэтлок               | Эрнест Лоуренс            | Борис Паш                 | Альберт Эйнштейн          | Нильс Бор                 | Гарри Трумэн              | Дэвид Хилл                |

«Оппенгеймер» стал шестым совместным проектом Кристофера Нолана и Киллиана Мёрфи и первым из них, в котором актёр играет главную роль. Готовясь к съёмкам, Мёрфи глубоко изучал биографию учёного и вдохновлялся образом Дэвида Боуи 1970-х годов. Чтобы соответствовать измождённому облику своего персонажа, актёр специально сбросил несколько килограммов. Нолан организовал для Мёрфи телефонный разговор с физиком Кипом Торном, который в молодости посещал семинары Оппенгеймера. Тот поделился с Киллианом воспоминаниями об уникальном таланте Роберта организовывать научные дискуссии.
Процесс подбора актёров проводился в условиях строжайшей секретности — некоторые исполнители узнавали о своих ролях только после подписания контракта. Роберт Дауни-младший, Мэтт Дэймон и Эмили Блант, обычно получающие по 10-20 миллионов долларов за роль, согласились на 4 миллиона ради работы с Ноланом. Ещё в 2005 году Дауни пробовался на роль Джонатана Крейна / Пугала в фильме «Бэтмен: Начало» (2005), но Нолан решил, что Дауни не подходит для этой роли, и в итоге её получил Мёрфи. При работе над «Оппенгеймером» у Дауни была лишь одна претензия — необычный формат сценария (это была копия на красной бумаге с чёрным текстом). Впоследствии актёр называл этот фильм лучшим в своей карьере.
Эмили Блант получила роль Кэтрин Оппенгеймер, а Мэтт Деймон — генерал-лейтенанта армии США Лесли Гровса (после «Интерстеллара» он сделал перерыв в карьере из-за семейной терапии, но ради Нолана согласился вернуться к работе). В декабре 2021 года Флоренс Пью и Рами Малек получили роли Джин Тэтлок и Дэвида Хилла соответственно. В феврале 2022 год к актёрскому коллективу присоединились Дэйн Дехаан, Джек Куэйд, Дилан Арнольд (в роли Фрэнка Оппенгеймера), Олли Хааскиви, Олден Эренрайк, Дэвид Крамхолц, Мэттью Модайн и Кеннет Брана, в марте — Харрисон Гилбертсон и Эмма Дюмон. Сценарист Бенни Сафди исполнил роль физика Эдварда Теллера.
«Оппенгеймер» стал первым фильмом Нолана после «Бессонницы» (2002), в котором не участвовал сэр Майкл Кейн. Глен Пауэлл пробовался на роль Эрнеста Лоуренса, но её отдали Джошу Хартнетту. Президента Трумэна сыграл Гэри Олдмен, которому пришлось использовать специальный парик (параллельно он снимался в сериале «Медленные лошади» для Apple TV+ и по условиям контракта не мог стричься коротко). В качестве массовки на съёмках участвовали настоящие учёные.

### Съёмки

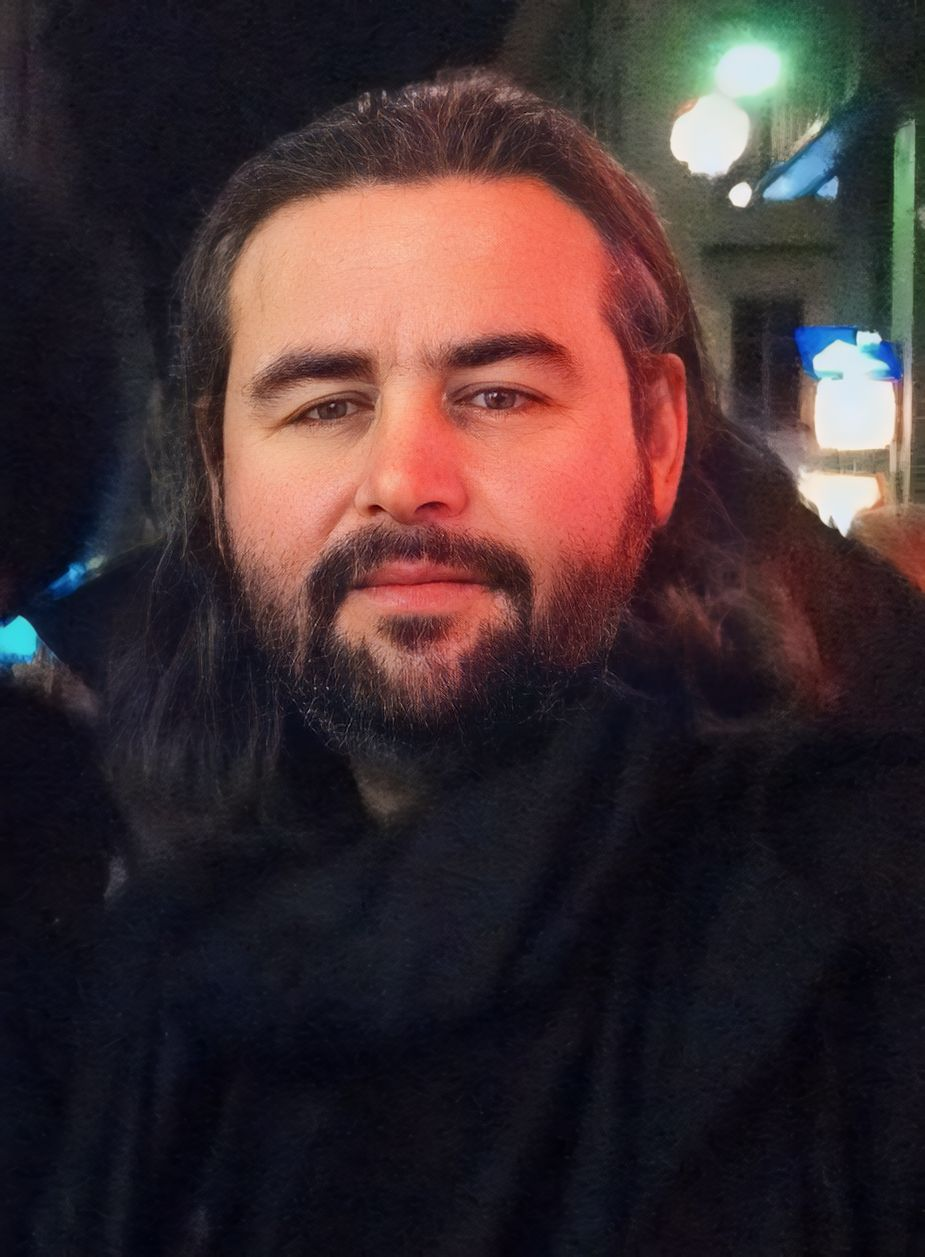
Оператор Хойте ван Хойтема. За свою работу над фильмом он получил множество наград, включая премию «Оскар»

Подготовка к съёмкам началась в январе 2022 года в Нью-Мексико. В Санта-Фе и Лос-Аламосе проходил дополнительный двухдневный кастинг на роли местных жителей, военных и учёных. Для изображения профессоров, студентов, водителей и семей военнослужащих нанимали дополнительных статистов. Основные съёмки начались 28 февраля 2022 года на ранчо Призраков в Нью-Мексико и продолжались 57 дней. В роли оператора выступил Хойте ван Хойтема. Изначально планировалось, что съёмочный процесс займёт около 85 дней, но в ходе подготовки стало понятно, что на создание исторически точных декораций денег не хватит. Поэтому Нолан сократил основные съёмки до 57 дней.
Олдмен, занятый лишь в одной сцене, смог присутствовать на площадке только один день в мае 2022 года. Первоначально Овальный кабинет хотели снимать в Президентской библиотеке-музее Ричарда Никсона, но за неделю до съёмок от этой идеи отказались. Тогда команда художников-постановщиков переделала декорации из сериала HBO «Вице-президент», которые, по словам Рут Де Йонг, находились в «кошмарном» состоянии.
В фильме использовалась комбинация широкоформатной плёнки IMAX 65 мм и 65 мм. Это первая картина, снятая на чёрно-белую фотоплёнку IMAX, созданную Eastman Kodak и разработанную FotoKem специально для проекта. Хойте ван Хойтема работал с объективами Hasselblad 50 мм и 80 мм на камерах IMAX MKIV и IMAX MSM 9802. Для сцен, снятых на камеры Panavision Panaflex System 65 Studio, применялись объективы Panavision Sphero 65 и Panavision System 65. Кроме того, Panavision разработала специальный зондовый объектив, позволивший использовать камеры IMAX для микро- и макросъёмки, чтобы запечатлеть миниатюрные эффекты. Миниатюры снимали на IMAX со скоростью 48 кадров в секунду, а для более динамичных сцен использовали 35-мм киноплёнку и камеру Arriflex 435 ES со скоростью 150 кадров в секунду.
Во вторую неделю апреля 2022 года съёмки проходили на натуре в Институте перспективных исследований в Принстоне (Нью-Джерси). Съёмки также проходили в Калифорнии, в основном в окрестностях кампуса Калифорнийского университета в Беркли, а сцены, происходящие в самом Беркли, снимались в Пасадине.
Во время ознакомительной поездки в 2021 году Нолан заметил, что Лос-Аламос сильно изменился с 1940-х годов и не подходит для экстерьерных съёмок. Поэтому съёмочная группа построила версию Лос-Аламоса 1940-х годов на похожем плато на ранчо Призраков (на создание декораций ушло три месяца, а использовались они всего шесть съёмочных дней). Интерьерные съёмки шли в разных исторических зданиях настоящего Лос-Аламоса. Они начались 8 марта 2022 года. Поскольку действие многих эпизодов разворачивается в университетских аудиториях и залах, для экономии времени и бюджета такие сцены снимали в историческом общежитии Женского армейского корпуса. Некоторые отрывки были сняты в оригинальном отреставрированном доме Оппенгеймера. Сцены, происходящие в отеле в Нью-Йорке, снимались в здании Старого почтового отделения в Альбукерке, а сцены в Вашингтоне (округ Колумбия) — в правительственных зданиях Санта-Фе — столицы штата.
Для съёмок в Kerckhoff Hall Калифорнийского университета в Лос-Анджелесе было отведено три дня; это место использовалось для сцен в Кембридже и Гёттингене. В отеле Millennium Biltmore в центре Лос-Анджелеса снималась сцена одной из встреч Оппенгеймера с Тэтлок, а в отеле «Плаза» — празднование дня рождения Штрауса в 1949 году. Безымянный отель в Вашингтоне (округ Колумбия) послужил локацией для сцены, в которой Лео Силард и Дэвид Хилл пытаются убедить Оппенгеймера подписать петицию против бомбардировки Японии. Слушание по делу Оппенгеймера по вопросам безопасности снимали в заброшенном офисе нефтехимической компании CF Braun & Co в Алхамбре (штат Калифорния). Эпизод, где учёного лишают допуска к государственной тайне, был снят 19 мая 2022 года — в последний съёмочный день в Альгамбре.
Для воссоздания ядерного испытания «Тринити» Нолан использовал настоящие взрывчатые вещества, отказавшись от применения компьютерной графики. Когда эта информация впервые появилась в сети, многие фанаты, зная о предпочтении Нолана к практическим эффектам, в шутку предположили, что режиссёр действительно взорвал атомную бомбу. Изначально съёмочная группа получила разрешение на работу на ракетном полигоне Уайт-Сэндс, но из-за неудобного графика перенесла съёмки в пустыню Нью-Мексико. Сцены испытаний «Тринити» были сняты в Белене (штат Нью-Мексико), где Мёрфи, несмотря на плохую погоду, взбирается на 100-футовую стальную башню — точную копию конструкции из Манхэттенского проекта. Для создания взрывного эффекта была построена специальная установка, в которой использовались бензин, пропан, алюминиевая пудра и магний. Хотя для практического эффекта применялись миниатюры, руководитель спецэффектов Скотт Р. Фишер называл их «крупными», поскольку команда стремилась сделать модели максимально большими, дополнительно используя принудительную перспективу. Визуализации взаимодействия атомов, молекул и энергетических волн, а также изображения звёзд, чёрных дыр и сверхновых также были достигнуты с помощью практических методов. Нолан утверждал, что в фильме нет компьютерных эффектов и что он использовал практические эффекты лишь для создания «реальных образов». Съёмочный процесс завершился в мае 2022 года.

### Постпроизводство
Монтажом фильма занималась Дженнифер Лейм, уже работавшая с Ноланом над «Доводом». В процессе редактирования режиссёр и монтажёр многократно пересматривали материал, чтобы убедиться, что ключевые персонажи не теряются на фоне массовки, так как фильм имеет более быстрый темп, чем большинство традиционных блокбастеров. Визуальные эффекты для фильма предоставляла компания DNEG, которая создала более 100 кадров VFX из более чем 400 практически снятых элементов, что стало их восьмым сотрудничеством с Ноланом. Руководил процессом супервайзер визуальных эффектов Эндрю Джексон, который отметил, что в фильме использовались в основном «невидимые» визуальные эффекты, достигнутые за счёт спецэффектов непосредственно во время съёмок". Для сцены испытания «Тринити» применялась комбинированная съёмка, чтобы добавить многослойность к взрыву, который был снят с различных ракурсов. Всего над визуальными эффектами работали 160 художников, причём 134 из них не были указаны в титрах.
Первым человеком, увидевшим финальную версию фильма на закрытом показе 70-миллиметровой копии, стал американский режиссёр Стивен Спилберг. По словам Нолана, коллега высоко оценил картину и хорошо о ней отозвался. Позже Кристофер устроил просмотр для своей супруги Эммы Томас и Кая Бёрда — биографа Оппенгеймера, чья книга легла в основу сценария. После просмотра Бёрд обнял Нолана, назвал фильм «гениальным», а Эмме заявил следующее: «Обычно автор говорит, что книга всегда лучше фильма. Но в данном случае я боюсь, что некоторые скажут, что фильм лучше».

### Музыка
Шведский музыкант и композитор Людвиг Йоранссон, который прежде работал над музыкой для «Довода», написал саундтрек и к «Оппенгеймеру». Его музыка использовалась в трейлере к фильму и в эксклюзивном пятиминутном вступительном ролике Universal Pictures от 13 июля 2023 года. Нолан не давал конкретных указаний о том, как должна звучать партитура; он предложил только использовать скрипку для главной темы. Композитор и его саундтрек получили множество наград и номинаций, в том числе «Оскар» в категории «Лучшая музыка к фильму».

## Рекламная кампания

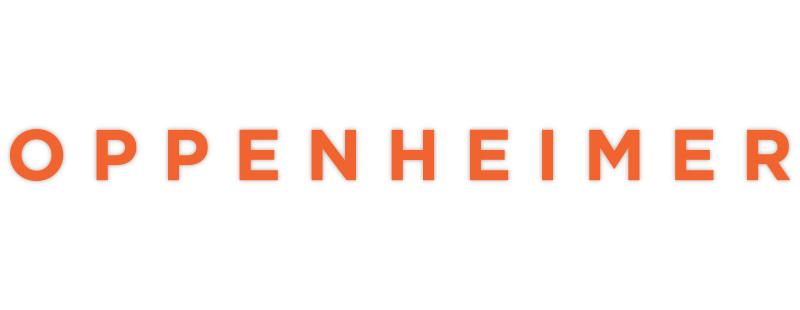
Официальный англоязычный логотип фильма

Официальный тизер-трейлер фильма вышел 28 июля 2022 года. В нём был представлен слоган картины — «The world forever changes» (с англ. — «Мир изменится навсегда»), а также был показан символический обратный отсчёт до 5:29 утра 16 июля 2023 года — ровно через 78 лет после испытания «Тринити». Впервые ролик продемонстрировали перед показами фильма ужасов «Нет», затем он был опубликован в социальных сетях. Журнал Empire охарактеризовал ролик как образец фирменного стиля Нолана: «завораживающий и глубокий, с настоящим чувством значимости». В декабре 2022 года вышли два трейлера, которые демонстрировались перед сеансами ленты Джеймса Кэмерона «Аватар: Путь воды». Один из них показывали исключительно в кинотеатрах IMAX, второй — в обычных кинозалах. Позже второй трейлер был опубликован в интернете. В мае 2023 года новый трейлер «Оппенгеймера» был представлен во время предварительных показов супергеройского фильма Джеймса Ганна «Стражи Галактики. Часть 3». 8 мая он появился в сети вместе с основным постером.

## Выпуск

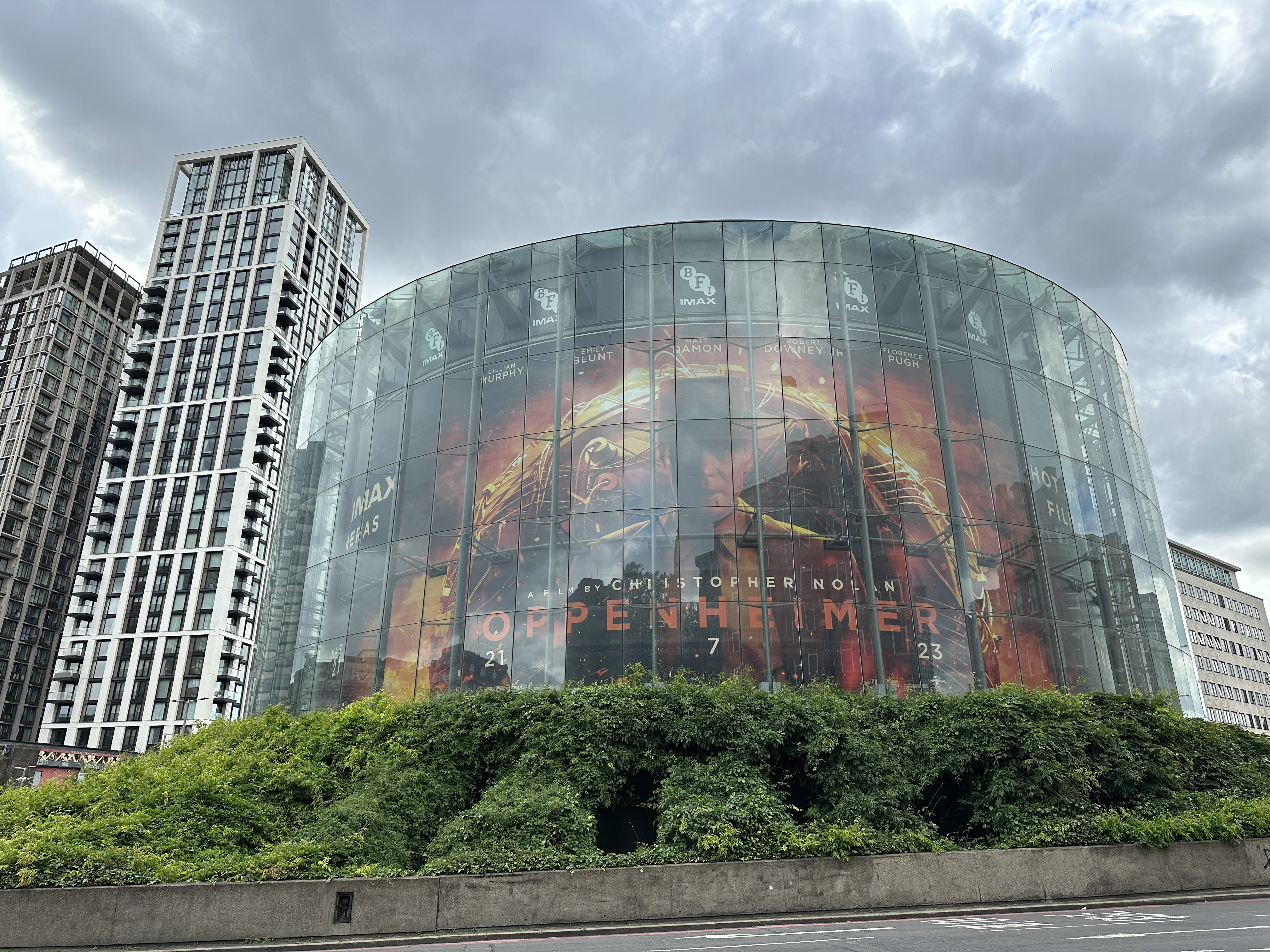
Постер фильма «Оппенгеймер» на фасаде кинотеатра BFI IMAX в Лондоне

Премьера «Оппенгеймера» состоялась 12 июля 2023 года в кинозале «Гран-Рекс» в Париже. На красной дорожке присутствовали Кристофер Нолан, Киллиан Мёрфи, Эмили Блант, Мэтт Дэймон, Роберт Дауни-младший и Джейсон Кларк. 13 июля фильм показали в Лондоне, 17 июля в Нью-Йорке. В это время проходила забастовка SAG-AFTRA, из-за чего некоторым актёрам пришлось покинуть премьеру в Лондоне, а в Нью-Йорке было отменено мероприятие с красной дорожкой. Президент профсоюза актёров SAG-AFTRA Фрэн Дрешер заявила, что студии обманули гильдию, продлив переговоры, чтобы иметь возможность продвигать летние фильмы по типу «Оппенгеймера» без её ведома. В широкий прокат картина вышла 21 июля 2023 года и была представлена в различных форматах, включая IMAX, 35 мм и 70 мм.
«Оппенгеймер» вышел в прокат одновременно с фильмом «Барби» Греты Гервиг, распространяемым кинокомпанией Warner Bros. Pictures. Многие обозреватели считали, что Warner Bros. таким способом пыталась отомстить Нолану за его уход из компании в Universal. Однако, некоторые эксперты отметили, что премьера двух фильмов разных жанров в один и тот же день, ориентированных на разные демографические группы, может стимулировать продажи билетов и быть выгодной для киноиндустрии. Из-за того, что оба фильма сильно отличаются по жанрам — один является фэнтезийной комедией о кукле, а другой — биографическим триллером о создателе атомной бомбы, — в интернете появился интернет-мем под названием «Барбенгеймер», который рассматривался как маркетинговая стратегия во время летнего «обвала в индустрии развлечений»; в сети также ходили различные споры о том, на какой фильм пойти первым, а на какой вторым. За две недели до премьеры сеть кинотеатров AMC Theatres объявила, что более 20 тысяч участников AMC Stubs уже сделали предварительный заказ билетов на оба фильма в один день, что превысило заказы билетов на два сеанса с 7 по 10 июля на 33 %. Некоторое время спустя Ребекка Рубин из Variety уточнила, что число участников выросло до 40 тысяч, и назвала интернет-феномен «событием года в мире кино». Исполнители главных ролей в фильмах тоже отреагировали на «Барбенгеймера»: Киллиан Мёрфи посоветовал зрителям посмотреть оба фильма, а Марго Робби призналась, что хочет получить футболку с изображением «Барбенгеймера» и автографом Мёрфи.
21 ноября 2023 года фильм вышел на Ultra HD Blu-ray, обычных Blu-ray и DVD, включая цифровые версии. Первые два формата быстро распродались, и Universal работала над тем, чтобы пополнить запасы к праздникам. Во время выпуска фильма на домашние носители Кристофер Нолан подчёркивал важность физических копий кинофильмов, говоря, что только цифровой формат даёт компаниям слишком много контроля и угрожает сохранности фильмов. 16 февраля 2024 года картина появилась на стриминговых сервисах Peacock и Amazon Prime Video. 21 марта её начали показывать в Индии на Jio Cinema.
Цензура
Ассоциация кинокомпаний присвоила фильму рейтинг «R» из-за ненормативной лексики, наготы и сексуальных сцен. Это первый проект Нолана с таким рейтингом после его «Бессонницы», вышедшей в 2002 году. В Австралии из-за сцен полового акта и самоубийства фильм получил рейтинг MA15+, подразумевающий, что на показ могут быть допущены только зрители старше 15 лет и в сопровождении взрослых. В Великобритании он получил сертификат 15 (только для детей старше 15 лет) за ненормативную лексику и сцены секса. В странах Ближнего Востока, Южной и Юго-Восточной Азии, в ряде других стран, вышла версия фильма, в которой обнажённое тело Флоренс Пью прикрыто чёрным платьем, добавленным с помощью компьютерной графики. В Индии все сцены с наготой, сексом и курением были удалены, а картина получила сертификат U/A от Центрального совета по сертификации фильмов (CBFC).
В России фильм не был допущен к прокату путём «принудительного лицензирования»: по мнению Министерства культуры РФ, он не отвечает «целям и задачам по сохранению и укреплению традиционных российских духовно-нравственных ценностей», поставленным президентом Владимиром Путиным. В Японии «Оппенгеймер» вышел через восемь месяцев после премьеры, тогда как обычно задержка составляет всего несколько месяцев. В этой стране фильм вызвал споры из-за атомных бомбардировок Хиросимы и Нагасаки. Представитель Universal в связи с этим заявил, что «планы не были окончательно согласованы на всех рынках». В декабре 2023 года независимый японский дистрибьютор Bitters End объявил, что выпустит картину в кинотеатрах в 2024 году, так как дистрибьютор Universal в Японии решил его не выпускать. В итоге фильм вышел в Японии 29 марта и за первые три дня стал самым кассовым иностранным фильмом в стране, собрав в прокате 379,3 млн иен (примерно 2,5 млн долларов).

## Восприятие

### Кассовые сборы
Чтобы окупить бюджет фильма и маркетинговые расходы, «Оппенгеймеру» необходимо было заработать как минимум 400 млн долларов США. По итогам проката «Оппенгеймер» собрал 330,1 млн долларов в США и Канаде, а в других странах — $ 645,9 млн, достигнув мировых кассовых сборов в $ 976 млн. Фильм занял 3-е место среди самых кассовых фильмов 2023 года и стал самым успешным биографическим фильмом в истории (обогнав «Богемскую рапсодию» Брайана Сингера). Кроме того, он стал самым кассовой лентой о Второй мировой войне (ранее этот рекорд принадлежал другому фильму Нолана, «Дюнкерк») и занял третье место среди самых прибыльных картин с рейтингом «R» после триллера «Джокер» (2019) и супергеройского фильма «Дэдпул и Росомаха» (2024). На шестой неделе проката «Оппенгеймер» обошёл «Барби» Греты Гервик и занял первое место в мировом прокате. Также он вошёл в топ-5 самых кассовых фильмов в формате IMAX, заработав $ 183 млн (примерно 20 % от общей выручки). Более 17 млн долларов из этой суммы пришли от 30 экранов с копиями IMAX 70 мм. Из-за высокого спроса картину повторно выпустили в IMAX 3 ноября, так как билеты на первые показы были полностью раскуплены. По подсчётам Deadline Hollywood, чистая прибыль фильма после всех расходов составила $ 201,9 млн.
В первые выходные «Оппенгеймер» собрал $ 82,5 млн в североамериканском прокате, заняв второе место после «Барби». По данным Deadline Hollywood, аудиторию фильма на тот момент преимущественно составляли мужчины (64 %), причём 33 % зрителей были в возрасте от 18 до 34 лет. Общее количество посетителей сеансов достигло 18,5 млн человек. Среди биографических картин «Оппенгеймер» занял третье место по сборам в дебютные выходные, уступив «Страстям Христовым» (2004) и «Снайперу» (2014). При этом он стал самым кассовым фильмом с рейтингом «R» в первые выходные с начала года, обойдя боевик «Джон Уик 4» ($ 73,8 млн). Во вторые выходные сборы снизились на 44 %, составив $ 46,2 млн, но фильм сохранил вторую позицию в прокате. В третьи выходные он заработал $ 28,7 млн, из-за чего картина опустилась на третье место, пропустив вперёд картину «Мег 2: Бездна». 16 августа 2023 года лента обошла мюзикл «Зверопой» (2016), став самым кассовым фильмом, так и не достигшим первого места в прокате. На четвёртые выходные «Оппенгеймер» вернулся на второе место с 18,8 млн долларов, но в последующие недели его сборы продолжили снижаться: в пятые выходные падение составило 43 %, в шестые — 16 %, что отбросило фильм на третью и четвёртую позиции соответственно. Тем не менее, к шестым выходным картина преодолела отметку в $ 300 млн на внутреннем рынке. После получения тринадцати номинаций на премию «Оскар», прокат ленты расширили до 2262 кинотеатров, и уже на 28 неделе её сборы поднялись на 284 %, по сравнению с предыдущими выходными. В целом фильм собрал на внутреннем рынке $ 328,1 млн.
«Оппенгеймер» вышел в Японии вышел только 29 марта 2024 года — спустя восемь месяцев после мировой премьеры. Такая задержка была связана с дискуссиями вокруг фильма, в частности с тем, как в нём изображены последствия атомных бомбардировок 1945 года. Ещё до выхода фильма в прокат японское подразделение Warner Bros. раскритиковало феномен «Барбенгеймера», что вынудило студию принести публичные извинения. Однако, несмотря на негативное отношение к фильму, в первые выходные картина собрала 2,5 млн долларов в 343 кинотеатрах, заняв третье место в местном прокате.
На международном рынке «Оппенгеймер» собрал 98 млн долларов за первые выходные. В последующие выходные кассовые сборы упали на 21 % ($ 77,1 млн). При этом фильм стал самым кассовым проектом Нолана на 28 рынках, включая Индию, Саудовскую Аравию, Объединённые Арабские Эмираты и Турцию. Ещё в 40 государствах он стал самым успешным фильмом режиссёра за исключением картин о Бэтмене — среди них Мексика, Бразилия, Норвегия, Филиппины и Чили. На третьей неделе картина заработала $ 52,8 млн и $ 32 млн в четвёртые выходные. Она хорошо держалась в последующие недели, заработав $ 32 млн и $ 29,1 млн в свои пятые и шестые выходные. По состоянию на 10 сентября 2023 года самыми прибыльными рынками были Великобритания ($ 75 млн), Китай ($ 61,6 млн), Германия ($ 51,9 млн), Франция ($ 43,1 млн) и Австралия (25,9 млн).

### Критика
«Оппенгеймер» получил преимущественно высокие оценки у критиков. В первую очередь рецензенты хвалили сценарий, режиссёрскую работу и игру актёров. На сайте-агрегаторе рецензий Rotten Tomatoes фильм получил рейтинг одобрения 93 % на основе 509 отзывов со средней оценкой 8,6/10. Консенсус критиков сайта гласит: «„Оппенгеймер“ — это ещё одно захватывающее достижение Кристофера Нолана, в котором он получил заслуженное признание благодаря великолепной актёрской игре Мёрфи и потрясающим визуальным эффектам». Сайт-агрегатор Metacritic присвоил картине 90 баллов из 100, на основе 69 отзывов, что соответствует статусу «всеобщее признание». Согласно CinemaScore, зрители дали ей общую оценку «A» по шкале от «A+» до «F».
По итогам 2023 года многие издания включили «Оппенгеймера» в свои списки лучших фильмов года, в том числе BBC, Collider, Deadline, Empire, The Guardian, IGN, IndieWire, The New Yorker, Rolling Stone, Time Out, Variety, «Кинопоиск», а также Британский институт кино. Den of Geek и Vulture, среди прочих, назвали «Оппенгеймера» лучшим фильмом года. По данным сайта criticstop10, аггрегирующего топы изданий, более 50 изданий поставили фильм на первое место в своих списках — больше, чем любой другой за 2023 год.
Американский кинорежиссёр Оливер Стоун назвал фильм «классикой», сценарий Нолана — «увлекательным», а режиссуру — «ошеломляющей». Сценарист и кинокритик Пол Шредер заявил, что картина является «самым важным фильмом 21 века», отметив, что она поднимает важные вопросы о том, как жить в «атомный век», о патриотизме и роли учёного в обществе, насыщенном технологиями и наукой. Канадский режиссёр Дени Вильнёв назвал «Оппенгеймера» «шедевром» и заявил, что IMAX и другие большие форматы — это будущее кинематографа. Спайк Ли также поделился мыслями по поводу фильма, добавив, что ему не хватает нескольких минут о дальнейшей судьбе японского народа, пострадавшего от двух атомных бомбардировок в 1945 году. Японский режиссёр Такаcи Ямадзаки заявил журналистам на церемонии премии «Оскар», что хотел бы создать фильм об «Оппенгеймере», когда придёт время. Многие режиссёры, такие как Джо Данте, Дон Херцфельдт, Мэтт Джонсон, Адам Вингард и другие, назвали «Оппенгеймера» одним из своих любимых фильмов 2023 года. Корейский кинокритик Лим Чон Сик отметил, что картина показывает трагическую связь между наукой и политикой. Оппенгеймер создал атомную бомбу, чтобы предотвратить создание ядерного оружия нацистами, но в итоге это привело к сбросу бомбы на Японию и множеству жертв. Фильм демонстрирует, как наука теряет свою первоначальную цель и становится инструментом власти из-за выбора Оппенгеймера и имперских амбиций США. Бывший австралийский политик Бретт Мейсон отметил, что фильм отлично подчёркивает вклад американских учёных и предпринимателей, но при этом игнорирует важные достижения неамериканцев. По мнению Мейсона, британские учёные и австралийский физик Марк Олифант сыграли ключевую роль в начале работы над проектом ещё в декабре 1941 года, однако Нолан полностью опускает этот аспект.
Американский журналист Ричард Роупер в своей рецензии Chicago Sun-Times присвоил картине четыре балла из четырёх, назвав её лучшим фильмом 21-го века, а также «великолепной военной лентой без единой сцены войны». Дэн Джолин из Empire заявил, что фильм очень хорошо показывает развитие персонажей, и отметил отличную игру Киллиана Мёрфи и впечатляющую съёмку Хойте ван Хойтемы в формате IMAX. Энн Хорнадей из The Washington Post отметила, что одним из самых впечатляющих моментов фильма является испытание «Тринити», которое Нолан показывает в полной тишине, где слышно только дыхание Оппенгеймера. По мнению критика, одна из главных загадок фильма заключается в том, «был ли его загадочный главный герой Великим человеком или жертвой собственного раздутого самомнения», из чего она заключила, что называть ленту «шедевром» было бы преувеличением. Джастин Чанг, чьи статьи 2023 года были удостоены Пулитцеровской премии, в своей рецензии для The Los Angeles Times заявил, что ранее в своём творчестве Нолан всячески избегал исторических личностей, стараясь практиковать «кино головокружительных идей, умопомрачительной метафизики и неожиданных поворотных моментов». Но в данном проекте Нолан отходит от традиционных биографических нарративов, создавая более глубокую и многогранную картину, которая исследует не только личные достижения и падения Оппенгеймера, но и моральные и философские последствия его работы. Дэвид Фир из Rolling Stone отметил, что Нолан в «Оппенгеймере» стремится создать масштабное и многослойное произведение, однако иногда теряет общую картину, что делает фильм одновременно захватывающим и перегруженным. Тем не менее, это эпическое кино для взрослых, которое оставляет зрителя с важными размышлениями о прошлом и настоящем. По мнению Кевина Махера, пишущего для The Times, фильм о Роберте Оппенгеймере показывает сложную и противоречивую личность главного героя, который, несмотря на свои интеллектуальные достижения и значимость в истории, проявляет эгоизм и моральные сомнения. Картина также исследует темы создания и разрушения через призму Манхэттенского проекта и его последствий для человечества. В своей рецензии для The Daily Telegraph главный кинокритик Робби Коллин заявил, что «Оппенгеймер» под руководством Нолана мастерски сочетает в себе личные и глобальные темы, показывая внутренние переживания главного героя и его осознание разрушительных последствий своих действий. Он также высоко оценил актёрскую игру Киллиана Мёрфи и Роберта Дауни-младшего. Мойра Макдональд из The Seattle Times поставила фильму 3,5 звезды из 4, отметив, что в картине ощущается каждая минута из трёхчасового хронометража. Она похвалила актёрский состав, операторов и команду Нолана за придание фильму визуальной красоты и элегантности, а также за глубокое погружение в сложные моральные вопросы, связанные с жизнью и наследием Оппенгеймера. Линдси Бар из Associated Press выделила несколько положительных моментов картины: «правдивое отражение реальных событий, интересный сюжет и отличная игра актёров, таких как Киллиан Мёрфи, Эмили Блант, Роберт Дауни-младший, Мэтт Дэймон и многих других». Василий Покровский из журнала «Сеанс» заявил, что чёрно-белая часть фильма выполнена в стиле судебной драмы, напоминающей большие голливудские фильмы, а цветная часть в лучшие моменты выглядит как импрессионистский психофильм с короткими монтажными вставками, которые нарушают привычный ход событий. В конце рецензии он заключил, что «Оппенгеймера» можно назвать саморазоблачительным, потому что в нём автор не может справиться с тем, что сам создал.
В обзоре для сайта «Film.ru» Ольга Смолина написала, что фильм является «монотонным и ощутимо тревожным кино». Она также отметила, что «Оппенгеймер» — это идеальный антипод Барбилэнда из фильма «Барби». Брайан Лоури из CNN заявил, что фильм слегка провисает в некоторых сценах, при этом грамотный монтаж мог бы сократить трёхчасовой хронометраж без ущерба для картины. По мнению критика, несмотря на ожидание, которое окружало проект, в конечном итоге это просто хороший фильм, но не какое-то кинематографическое событие. В своём отзыве для Variety Оуэн Глейберман отметил, что взрыв, выполненный в рамках испытания «Тринити», его разочаровал, так как Нолан показал его импрессионистским методом; по итогу «ужасающая устрашающая сила и кошмарная величина всего этого не доходят до зрителя». Однако при этом кинокритик назвал первую часть фильма «завораживающей». Оди Хендерсон из газеты The Boston Globe в своём обзоре отметила, что фильм выглядит потрясающе, но при этом не вызывает сильных эмоций и ощущается как «трёхчасовая статья в Википедии, а не захватывающий фильм». Она раскритиковала сценарий Нолана, утверждая, что он показывает главного героя, Оппенгеймера, как загадку, а его внутренние переживания через странные «космические сцены», а не через реальные человеческие эмоции. Также она негативно высказалась о второй половине фильма, назвав её затянутой и скучной из-за множества судебных заседаний и слушаний в Конгрессе, и музыку Йоранссона охарактеризовала как «раздражающую». Кроме того, она добавила, что персонажи Эмили Блант и Флоренс Пью не были раскрыты должным образом. Ведущий кинокритик газеты The New York Times Манола Даргис похвалила Кристофера Нолана за то, что он смог передать «кинетическое волнение интеллектуального дискурса» и сравнила сложный сюжет фильма с «кубистическим портретом», но при этом отметила, что чёрно-белые сцены кажутся слишком длинными, хотя и служат целям повествования режиссёра.
Фильм получил смешанные отзывы и комментарии от японской общественности. После премьеры в социальных сетях часто появлялись изображения плакатов, размещённых у входов в некоторые кинотеатры в Токио. Данные вывески содержали предупреждение о наличии в фильме сцен ядерных испытаний, которые могут ассоциироваться или напоминать ядерные бомбардировки 1945 года. Многие жители Хиросимы по-разному отреагировали на картину. Например, женщина, представившаяся активисткой антиядерного движения, сказала, что сцены празднования по поводу создания и сброса бомбы на японские города вызвали у неё отвращение, а 96-летний бывший мэр Хиросимы, Такаси Хираока, отметил, что с точки зрения Хиросимы, ужас ядерного оружия не был раскрыт полностью. Однако, некоторые зрители были в восторге от «Оппенгеймера», но при этом также уточняли, что фильм не раскрывает тему влияния на Японию ядерных бомбардировок. «Конечно, это потрясающий фильм, который заслуживает премии „Оскар“», — заявил агентству «Рейтер» зритель из Хиросимы. Жительница Нагасаки, Цуюко Иванаи, отзывалась о картине так: «Фильм был только о стороне, сбросившей атомную бомбу. Жаль, что они не показали сторону, на которую она была сброшена».

### Награды и номинации
Фильм, его режиссёр и актёры были удостоены множества наград и номинаций. На «Оскар» он был номинирован в 13 категориях (больше всего за всю карьеру Нолана) и победил в семи из них, включая «Лучший фильм», «Лучшую режиссуру» и «Лучшую мужскую роль». «Оппенгеймер» получил премию «Выбор критиков» в восьми номинациях и премию «Золотой глобус» в пяти, был удостоен множества других наград и премий. Национальный совет кинокритиков США и Американский институт киноискусства включили его в топ-10 лучших фильмов года.

## Историческая достоверность

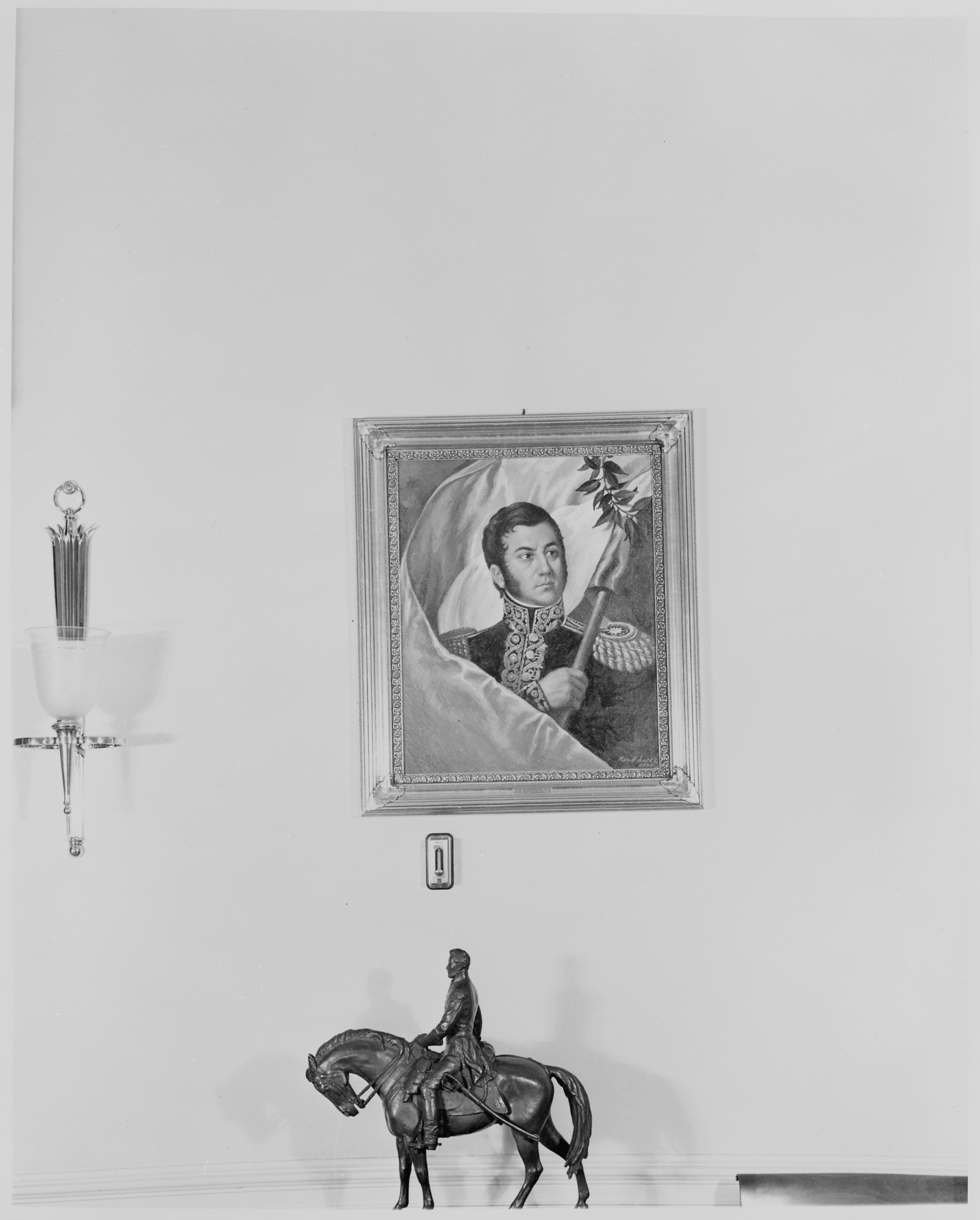
Портрет аргентинского лидера Хосе де Сан-Мартина появился в Белом доме только в 1946 году, более чем через год после встречи президента Трумэна с Оппенгеймером

Многие сцены в фильме либо напрямую заимствованы из книги-первоисточника, либо основаны на реальных исторических событиях. Изменения при этом носят незначительный характер и служат прежде всего для улучшения сюжета. Например, в картине одним из первых научных достижений Оппенгеймера показана его теория о существовании чёрных дыр. Роберт и его ученик Хартланд Снайдер действительно опубликовали работу на эту тему, причём в тот день, когда Адольф Гитлер начал вторжение в Польшу в 1939 году. Во время сцены испытания «Тринити» американский химик Дональд Хорниг изображён держащим руку рядом с выключателем. В реальности же учёный держал руку прямо на нём, понимая, что для экстренной остановки испытания потребуется мгновенная реакция. Касательно президента Трумэна, тот действительно называл Оппенгеймера «плаксой», однако не сразу после их встречи, а лишь год спустя — в письме, адресованном 51-му государственному секретарю США Дину Ачесону. К тому же, портрет Хосе де Сан-Мартина, появившийся в сцене разговора Трумэна и Оппенгеймера в Овальном кабинете, был подарен Трумэну президентом Аргентины Хуаном Доминго Пероном 29 октября 1946 года — более чем через год после беседы с учёным. Пользователь социальной сети «Твиттер» Энди Крейг заметил, что в картине используется 50-звёздочный флаг США. Во время Второй мировой войны у флага было всего 48 звёзд, так как Аляска и Гавайи тогда ещё не были штатами. Новый флаг с пятьюдесятью звёздами был впервые поднят 4 июля 1960 года.
Сцена, в которой Оппенгеймер, будучи студентом Кембриджского университета, отравляет яблоко цианистым калием и преподносит его своему преподавателю и наставнику Патрику Блэкетту, была основана на рассказах Роберта, но до сих пор неизвестно, происходило ли это в реальной жизни. В книге Кая Бёрда и Мартина Шервина этот эпизод описывается так, что учёный «отравил яблоко химикатами из лаборатории и оставил его на столе Блэкетта», будучи «поглощённым чувством собственной неполноценности и сильной ревностью». Там же указывается, что в течение своей жизни Оппенгеймер рассказывал эту историю своим друзьям множество раз и в разных версиях, что ставит под сомнение подлинность данного факта. Впрочем, в реальной жизни этот инцидент раскрыли, и будущий учёный был на грани отчисления. В ситуацию вступились родители Роберта, и в итоге он остался в университете, но ему назначили испытательный срок и приговорили к обязательному психиатрическому обследованию. На данный момент природа отравляющего вещества также оспаривается. Внук Оппенгеймера, Чарльз Оппенгеймер, раскритиковал данную сцену в журнале Time, назвав её «исторической ревизией». Отношения между Оппенгеймером и Альбертом Эйнштейном, показанные в фильме, были в значительной степени точны, хотя в научной сфере они расходились во мнениях: Эйнштейн так и не присоединился к «квантовой революции», из-за чего Роберт считал его «пережитком более ранней эпохи». В одной из сцен Оппенгеймер приходит к Эйнштейну, чтобы обсудить вероятность создания неконтролируемой цепной реакции в результате проведённого взрыва и последующего сгорания атмосферы. На самом деле, в реальности никаких разговоров с Эйнштейном не было, и с этим вопросом учёный обращался к американскому физику и президенту Массачусетского технологического института Карлу Комптону. В картине Оппенгеймера нанимает Лесли Гровс, однако в реальной жизни Роберт был назначен Артуром Комптоном из Металлургической лаборатории Чикагского университета для руководства исследованиями по разработке бомбы, что впоследствии стало Манхэттенским проектом.
Как правильно говорит Льюис Штраус в одном из диалогов фильма, Оппенгеймер никогда не сожалел об атомных бомбардировках Хиросимы и Нагасаки. Однако, как объяснил Чанг в своей статье для The Los Angeles Times, на самом деле всё было ещё хуже: Оппенгеймер выступал против ядерного оружия и избегал извинений за атомные бомбардировки Японии, даже когда давал интервью во время своего визита в Токио и Осаку в 1960 году. Политолог Скотт Саган, который присутствовал на премьере фильма, заявил, что кроме личных конфликтов, у Штрауса была ещё одна причина для отзыва доступа учёного к секретной информации: Оппенгеймер выступал против дальнейшей разработки водородной бомбы в США. По мнению политолога, в фильме плохо отражена политическая трагедия ядерной гонки между СССР и США в 1950-х годах: Оппенгеймер пытался ограничить эту гонку, предлагая сотрудничество с Москвой, но правительство США никогда не стремилось к заключению взаимоприемлемых соглашений о безопасности. При этом Саган отметил, что в остальном фильм достаточно точен для голливудского. К тому же, в фильме были полностью проигнорированы усилия, предпринятые в рамках Манхэттенского проекта на Хэнфордском комплексе (штат Вашингтон) и заводе в Ок-Ридже (штат Теннесси). Единственное упоминание этих площадок было продемонстрировано в сцене, где Оппенгеймер представляет шарики из плутония в двух больших чашах. Большинство таких проектов находились под руководством Гровса и занимались изучением и производством радиоактивных материалов для команды учёных в Лос-Аламосе. Кроме того, работники на этих площадках также выражали обеспокоенность по поводу использования атомной бомбы в войне против Японии. Фильм, к тому же, раскритиковали за то, что в нём не упоминаются тридцать две семьи коренных американцев, которых насильно переселили из Лос-Аламоса в 1942 году для проведения экспериментов.
В картине также есть отрывок, в котором проводится заседание временного комитета 31 мая 1945 года, на котором Роберт Оппенгеймер выступал в качестве консультанта от научной группы. В этой сцене военный министр Генри Стимсон (в исполнении Джеймса Ремара) исключает Киото из списка городов, выбранных для атомной бомбардировки, якобы потому, что это было любимым для него и его жены местом, где, к тому же, у них был медовый месяц. Однако, калифорнийский историк Алекс Веллерстайн заявил, что это не соответствует действительности. В дневниках Стимсона нет упоминаний о Киото как о месте проведения их медового месяца. Единственный раз они останавливались там в 1929 году, и то эта остановка была связана с его деятельностью в качестве генерал-губернатора Филиппин. Сам Стимсон выступал против бомбардировки Киото в основном по стратегическим причинам, а не из личных соображений. Он несколько раз обсуждал это с президентом Трумэном, в том числе на Потсдамской конференции. Существует мнение, что политик выступал против бомбардировки, так как она могла вызвать ненависть у японцев и усложнить послевоенные отношения. Как отмечает Веллерстайн, в историографии решений Стимсона существуют конкурирующие толкования и не так много доказательств, на которые можно было бы опираться. 24 июля 1945 года Стимсон записал в своём дневнике следующее:

«Он [Трумэн] снова с величайшим упорством повторил свое согласие по этому вопросу и особенно настойчиво поддержал мою мысль о том, что если бомбардировка не будет проведена, то ненависть, вызванная таким бессмысленным актом, может сделать невозможным в течение долгого послевоенного периода примирение японцев с нами в этом регионе, а не с русскими. Я указал на то, что это может помешать нашей политике, которая требует, чтобы Япония была настроена дружелюбно к Соединённым Штатам в случае агрессии со стороны России в Маньчжурии»
Оригинальный текст (англ.)He again reiterated with the utmost emphasis his own concurring belief on that subject, and he was particularly emphatic in agreeing with my suggestion that if elimination was not done, the bitterness which would be caused by such a wanton act might make it impossible during the long post-war period to reconcile the Japanese to us in that area rather than to the Russians. It might thus, I pointed out, be the means of preventing what our policy demanded, namely a sympathetic Japan to the United States in case there should be any aggression by Russia in Manchuria